# 中西穂高
中西 穂高（なかにし ほだか）は、日本の経済産業技官、学術博士。高知県副知事や、内閣官房内閣参事官、東京工業大学大学院教授を経て、帝京大学知的財産センター長・教授。

## 人物・経歴
東京大学理学部卒業。東京工業大学大学院修了、博士（学術）。1982年通商産業省入省。1996年高知県商工労働部副部長。1999年資源エネルギー庁石炭部産炭地域振興室長。2002年石油公団計画第三部次長。2004年石油公団総務部長。2005年高知県副知事。2008年内閣官房内閣参事官。2009年東京工業大学産学連携推進本部本部長代理・教授、一般社団法人大学技術移転協議会理事。2012年退官、帝京大学ジョイントプログラムセンター教授、東京工業大学特任教授。2014年帝京大学知的財産センター副センター長・教授。2017年帝京大学知的財産センター長・教授。

## 著書
- 『どの自治体でも実践できる地域活性化モデル ～行政アウトソーシングの活用法～』彩流社 2011年